# 2024 BX1
Der Asteroid 2024 BX1, auch bekannt als Sar2736, trat am 21. Januar 2024 um 01:32:38 MEZ in die Erdatmosphäre ein. Die Feuerkugel wurde von etlichen Augenzeugen beobachtet und leuchtete sechs Sekunden lang am Himmel über Brandenburg, in der Nähe von Nennhausen und Rathenow im Havelland, westlich von Berlin auf.
Während des Eintritts in die Erdatmosphäre erreichte die Feuerkugel eine absolute Helligkeit von −14,4 mag.
Der ungarische Astronom Krisztián Sárneczky vom Piszkéstető-Observatorium hatte den Himmelskörper kurz zuvor dem Minor Planet Center gemeldet. Es war seit 2008 (2008 TC3) der achte Asteroid, der vor Eintritt in die Erdatmosphäre entdeckt wurde.
Analysen des Helligkeitverlaufes ergaben, dass der Asteroid sich mit einer Rotationsperiode von 2,588 Sekunden durchs All bewegte. Das ist die schnellste Rotation eines Asteroiden, die bis dato beobachtet wurde.

## Meteoritenfall
Am 25. Januar 2024 entdeckten polnische Meteoritensucher erste Bruchstücke des Asteroiden mit einer Gesamtmasse von 171 Gramm. Seitdem wurden weitere Funde durch das Museum für Naturkunde, das Deutsche Zentrum für Luft- und Raumfahrt und den Arbeitskreis Meteore bekannt.